# Parafia Ewangelicko-Augsburska w Lubaniu
Parafia Ewangelicko-Augsburska w Lubaniu – ewangelicko-augsburska parafia w Lubaniu, należąca do diecezji wrocławskiej. Ma siedzibę się przy Alei Kombatantów.